# Mesorhaga nigrobarbata
Mesorhaga nigrobarbata är en tvåvingeart som beskrevs av Octave Parent 1937. Mesorhaga nigrobarbata ingår i släktet Mesorhaga och familjen styltflugor. Inga underarter finns listade i Catalogue of Life.